# 貝雷澤尼鄉
46°22′34″N 28°08′52″E / 46.37611°N 28.14778°E
貝雷澤尼鄉（羅馬尼亞語：Comuna Berezeni, Vaslui），是羅馬尼亞的鄉份，位於該國東北部，由瓦斯盧伊縣負責管轄，面積113平方公里，海拔高度57米，2007年人口5,435，人口密度每平方公里48人。